# American Thighs
American Thighs es el álbum debut de la banda de rock alternativo Veruca Salt, publicado por Minty Fresh Records el 27 de septiembre de 1994, y reeditado por DGC Records el 8 de noviembre de 1994. El título American Thighs, hace referencia a una línea de la canción "You Shook Me All Night Long" de la banda australiana AC/DC.

## Lista de canciones
1. "Get Back" (Gordon) – 3:12
2. "All Hail Me" (Post) – 3:05
3. "Seether" (Gordon) – 3:16
4. "Spiderman '79" (Post) – 5:16
5. "Forsythia" (Gordon) – 4:45
6. "Wolf" (Post) – 4:19
7. "Celebrate You" (Post) – 4:20
8. "Fly" (Post) – 3:38
9. "Number One Blind" (Gordon/Shapiro) – 3:43
10. "Victrola" (Post) – 2:19
11. "Twinstar" (Gordon) – 3:16
12. "25" (Gordon) – 7:56
13. "Sleeping Where I Want" (Gordon) – 3:19

## Posición en listas
Álbum
| Listas (1994)   | Posición |
| --------------- | -------- |
| Heatseekers     | 1        |
| UK Albums Chart | 47       |
| Billboard 200   | 69       |

Sencillos
| Año  | Sencillo           | Lista              | Posición |
| ---- | ------------------ | ------------------ | -------- |
| 1994 | «Seether»          | Modern Rock Tracks | 8        |
| 1994 | «Seether»          | UK Singles Chart   | 61       |
| 1995 | «Number One Blind» | Modern Rock Tracks | 20       |
| 1995 | «Number One Blind» | UK Singles Chart   | 68       |
| 1995 | «Victrola»         | UK Singles Chart   | 110      |

## Créditos
- Nina Gordon  -  guitarra, Voz
- Steve Lack  -  bajo
- Christian Lane  -  coros
- Louise Post  -  guitarra, Voz
- Jim Shapiro  -  batería, coros
- Brad Wood  -  ingeniero